# Cruseilles
Cruseilles là một xã trong tỉnh Haute-Savoie thuộc vùng Rhône-Alpes đông nam Pháp.

## Notable people
Notable as the birth place of Louis Armand director of the SNCF, Euratom and a resistance fighter.

## Tham khảo

2010 Critérium du Dauphiné passing through Cruseilles